# Nekrolog 1605
Nekrolog
◄◄
| ◄
| 1601
| 1602
| 1603
| 1604
| 1605 | 1606 | 1607 | 1608 | 1609 | ► | ►►
Weitere Ereignisse | Allgemeiner Nekrolog 1605
Die Beschreibung der verstorbenen Person sollte so kurz wie möglich gehalten sein und nur deren signifikante Tätigkeit(en) enthalten.
Neue Namen ggf. auch unter dem Geburts- und Sterbedatum, also etwa unter 1. Januar und im Geburts- und Sterbejahr (2024) eintragen (nur bei entsprechender großer Wichtigkeit). Für Beispiele siehe die schon vorhandenen Artikel.
Außerdem über die fünf zuletzt Verstorbenen, zu denen es einen ausreichend guten Artikel für eine Präsentation auf der Hauptseite gibt, nach der todesbedingten Überarbeitung der Artikel ggf. auch unter Wikipedia Diskussion:Hauptseite informieren und sie am besten auch in den anderen Wikipedia-Sprachversionen eintragen. Tipp: Regelmäßig bei news.google.de nach „ist tot“, „gestorben“ oder „verstorben“ suchen.
Wenn eine Person gestorben ist, gibt es viele Seiten zu dieser Person in der Wikipedia, die davon auch betroffen sind und entsprechend aktualisiert werden müssen. Beispiele: Namenübersichtsseite, Geburtsjahr, Geburtsort-Seiten und viele mehr.
Wie finde ich die betroffenen Seiten?
Im Suchfeld auf der linken Seite gibt man den Suchbegriff so ein: „Vorname Nachname“. Dann klickt man auf Volltext und alle Seiten mit entsprechendem Suchtext werden aufgerufen. Hier sieht man dann schnell, wo auch das Todesjahr Sinn macht oder sogar ein Teil des Artikels angepasst werden muss. Auch hilft das „Werkzeug“ auf der linken Seite sehr gut, um solche Seiten aufzufinden: „Links auf diese Seite“. Somit ist die Wikipedia wieder aktuell in allen Bereichen! Hinweis: bei Eintragung der Kategorie „Gestorben JAHR“ wird der Missbrauchsfilter 49 ausgelöst, was jedoch nicht schlimm ist. Siehe: Spezial:Missbrauchsfilter/49
Dies ist eine Liste von im Jahr 1605 verstorbenen bekannten Persönlichkeiten. Die Einträge erfolgen innerhalb der einzelnen Daten alphabetisch sortiert. Tiere sind im Nekrolog für Tiere zu finden.

## Januar
| Tag        | Name                     | Beruf, bekannt als                                  | Alter | Beleg |
| ---------- | ------------------------ | --------------------------------------------------- | ----- | ----- |
| 6. Januar  | Johann Nopel der Jüngere | deutscher Theologe, Hochschullehrer und Weihbischof | 57    |       |
| 10. Januar | Philippe du Bec          | französischer Prälat, Erzbischof von Reims          |       |       |
| 16. Januar | Eitel Friedrich IV.      | Graf von Hohenzollern-Hechingen                     | 59    |       |

## Februar
| Tag         | Name                         | Beruf, bekannt als                                     | Alter | Beleg |
| ----------- | ---------------------------- | ------------------------------------------------------ | ----- | ----- |
| 1. Februar  | Kaspar Sturm                 | deutscher Organist und Orgelbauer                      |       |       |
| 7. Februar  | Salomon Gesner               | deutscher evangelischer Geistlicher                    | 45    |       |
| 14. Februar | Caspar Sichelbein der Ältere | deutscher Maler                                        |       |       |
| 15. Februar | Maria von Hanau-Münzenberg   | Tochter des Grafen Philipp III. von Hanau-Münzenberg   | 43    |       |
| 17. Februar | Bartholomäus Schönebeck      | Kaufmann und Ratsherr in Stendal                       | 57    |       |
| 19. Februar | Orazio Vecchi                | italienischer Kapellmeister und Komponist              |       |       |
| 24. Februar | Girolamo Simoncelli          | italienischer Kardinal der römisch-katholischen Kirche |       |       |
| 26. Februar | Georg III.                   | Graf von Erbach und Breuberg                           | 56    |       |
| 28. Februar | Georg Vitzthum von Eckstedt  | kursächsischer Rat und Hauptmann                       |       |       |

## März
| Tag      | Name              | Beruf, bekannt als                                     | Alter | Beleg |
| -------- | ----------------- | ------------------------------------------------------ | ----- | ----- |
| 3. März  | Clemens VIII.     | Papst (1592–1605)                                      | 69    |       |
| 4. März  | Felice Brusasorzi | italienischer Maler                                    |       |       |
| 17. März | Pieter Bast       | niederländischer Zeichner, Kupferstecher und Kartograf |       |       |
| 21. März | Johann Bökel      | niederländischer Mediziner                             | 69    |       |
| 26. März | Jakob Ayrer       | deutscher Dramatiker und Autor von Fastnachtsspielen   |       |       |

## April
| Tag       | Name                 | Beruf, bekannt als                          | Alter | Beleg |
| --------- | -------------------- | ------------------------------------------- | ----- | ----- |
| 2. April  | Georgius Trajectinus | deutscher Lehrer, Poet und Humanist         |       |       |
| 5. April  | Hans von Lossow      | deutscher Komtur                            | 82    |       |
| 6. April  | John Stow            | englischer Historiker und Altertumsforscher |       |       |
| 10. April | Albrecht VII.        | Graf von Schwarzburg-Rudolstadt             | 68    |       |
| 23. April | Boris Godunow        | russischer Zar                              |       |       |
| 25. April | Naresuan             | König von Ayutthaya in Thailand             |       |       |
| 27. April | Girolamo Agucchi     | italienischer Kardinal                      | 50    |       |
| 27. April | Leo XI.              | Papst                                       | 69    |       |

## Mai
| Tag     | Name                 | Beruf, bekannt als                                                           | Alter | Beleg |
| ------- | -------------------- | ---------------------------------------------------------------------------- | ----- | ----- |
| 2. Mai  | Georg Gadner         | württembergischer Oberrat und Kartograph                                     |       |       |
| 4. Mai  | Ulisse Aldrovandi    | italienischer Arzt und Naturforscher                                         | 82    |       |
| 7. Mai  | Johann Hermann       | deutscher Mediziner                                                          | 77    |       |
| 10. Mai | Kasimir VI.          | nicht-regierender Herzog von Pommern, evangelischer Bischof von Cammin       | 48    |       |
| 14. Mai | Dionys Burckard      | deutscher Stiftsdekan, Weihbischof in Speyer sowie Titularbischof von Daulia |       |       |
| 17. Mai | Joseph Hettler       | Kanzler der Markgrafschaft Baden-Durlach                                     | 39    |       |
| 31. Mai | Paolo Emilio Zacchia | italienischer Kardinal                                                       |       |       |

## Juni
| Tag      | Name            | Beruf, bekannt als                | Alter | Beleg |
| -------- | --------------- | --------------------------------- | ----- | ----- |
| 3. Juni  | Jan Zamoyski    | polnischer Magnat                 | 63    |       |
| 11. Juni | Philipp Scherbe | Schweizer Mediziner und Philosoph |       |       |
| 20. Juni | Fjodor II.      | russischer Zar                    |       |       |

## Juli
| Tag      | Name                                                     | Beruf, bekannt als                                      | Alter | Beleg |
| -------- | -------------------------------------------------------- | ------------------------------------------------------- | ----- | ----- |
| 2. Juli  | Ludwig I.                                                | deutscher Graf von Wittgenstein                         | 72    |       |
| 6. Juli  | Caspar vom Wolde                                         | herzoglicher Kanzler in Pommern                         |       |       |
| 16. Juli | Giovanni Francesco Biandrate di San Giorgio Aldobrandini | italienischer Kardinal und römisch-katholischer Bischof | 60    |       |
| Juli     | Johannes Gantner                                         | Schweizer reformierter Pfarrer                          |       |       |

## August
| Tag       | Name                  | Beruf, bekannt als                       | Alter | Beleg |
| --------- | --------------------- | ---------------------------------------- | ----- | ----- |
| 4. August | Otto von Blanckenburg | Komtur der Deutschordenskommende Langeln |       |       |

## September
| Tag           | Name              | Beruf, bekannt als                                      | Alter | Beleg |
| ------------- | ----------------- | ------------------------------------------------------- | ----- | ----- |
| 9. September  | Heinrich Khunrath | deutscher Arzt, Alchemist und Kabbalist                 |       |       |
| 10. September | Adam Weisskopf    | Titularbischof von Nicopolis und Weihbischof in Breslau | 71    |       |
| 23. September | Pontus de Tyard   | französischer Dichter und Theologe                      |       |       |
| 24. September | Manuel Mendes     | portugiesischer Komponist                               |       |       |
| 29. September | Magnus Agricola   | deutscher lutherischer Theologe                         |       |       |

## Oktober
| Tag         | Name                                   | Beruf, bekannt als                              | Alter | Beleg |
| ----------- | -------------------------------------- | ----------------------------------------------- | ----- | ----- |
| 1. Oktober  | Kaspar Altenaich                       | deutscher Rechtswissenschaftler                 |       |       |
| 5. Oktober  | Lauritz Albrecht                       | deutscher Buchhändler, Drucker und Verleger     |       |       |
| 13. Oktober | Théodore de Bèze                       | französischer Reformator                        | 86    |       |
| 27. Oktober | Akbar                                  | Sohn Humayuns, Großmogul von Indien (1556–1605) | 63    |       |
| 30. Oktober | George Clifford, 3. Earl of Cumberland | englischer Adliger und Seeräuber                | 47    |       |
| 31. Oktober | Johann                                 | Herzog von Sachsen-Weimar                       | 35    |       |
| Oktober     | Antoine Francisque                     | französischer Lautenist und Komponist           |       |       |

## November
| Tag          | Name                  | Beruf, bekannt als                                                    | Alter | Beleg |
| ------------ | --------------------- | --------------------------------------------------------------------- | ----- | ----- |
| 2. November  | Jan van der Straet    | flämisch-italienischer Maler                                          |       |       |
| 8. November  | Robert Catesby        | römisch-katholischer Attentäter                                       |       |       |
| 10. November | Safiye                | osmanische Frau des Sultans Murat III.                                |       |       |
| 14. November | Anna Maria von Anhalt | Prinzessin von Anhalt, Herzogin von Liegnitz, Brieg, Wohlau und Ohlau | 44    |       |
| 27. November | Georg von Bruchwitz   | Pommerscher Rat                                                       | 88    |       |

## Dezember
| Tag          | Name                          | Beruf, bekannt als                                   | Alter | Beleg |
| ------------ | ----------------------------- | ---------------------------------------------------- | ----- | ----- |
| 25. Dezember | Johann Cogeler                | lutherischer Theologe                                |       |       |
| 25. Dezember | Marino Grimani                | venezianischer Doge                                  |       |       |
| 29. Dezember | John Davis                    | englischer Seefahrer und Entdecker                   | 55    |       |
| 31. Dezember | Balthasar von Raunach         | Geistlicher, Pfarrer und Dompropst in Salzburg       |       |       |
| Dezember     | Cigalazade Yusuf Sinan Pascha | osmanischer Beamter, General und Admiral             |       |       |
| Dezember     | Wilhelm von Kleist            | herzoglich pommerscher Landvogt zu Stolp und Schlawe |       |       |

## Datum unbekannt
| Tag | Name                      | Beruf, bekannt als                                                          | Alter | Beleg |
| --- | ------------------------- | --------------------------------------------------------------------------- | ----- | ----- |
|     | Pedro Bermúdez            | spanischer Komponist von polyphonen Chorwerken für die katholische Liturgie |       |       |
|     | Giovanni Maria Bernardoni | italienischer Jesuit und Architekt                                          |       |       |
|     | Niklaus Bluntschli        | Schweizer Glasmaler                                                         |       |       |
|     | Pierre de Brach           | französischer Advokat, Dichter                                              |       |       |
|     | Balthasar von Dalberg     | kurmainzischer Oberamtmann in Miltenberg                                    |       |       |
|     | Bernhard Hederich         | Chronist, Pädagoge, Dichter und Grammatiker                                 |       |       |
|     | Johann Rudolf Rebmann     | Schweizer evangelischer Geistlicher, Heimatforscher und Schriftsteller      |       |       |
|     | Georg Scherer             | Jesuit und Gegenreformator                                                  |       |       |
|     | Johann Heinrich Sexheld   | fürstlicher Rat zu Kempten                                                  |       |       |
|     | Francesco Stivori         | italienischer Organist und Kirchenkomponist                                 |       |       |
|     | Flaminio Vacca            | italienischer Bildhauer                                                     |       |       |
|     | Fabian II. von Zehmen     | Reichsfreiherr, Woiwode von Marienburg (Ordensburg), polnischer Beamter     |       |       |